# Francis Galton
Francis Galton (Sparkbrook (Birmingham), 16 februari 1822 – Haslemere (Surrey), 17 januari 1911) was een Britse statisticus en de grondlegger van de moderne eugenetica. Hij bestudeerde daarnaast de menselijke geest en het brein en was een van de grondleggers van de psychometrie.
Galton was een telg van de familie Darwin-Wedgwood. Hij was een halve neef van de dertien jaar oudere Charles Darwin; zijn moeder en Darwins vader waren halfbroer en -zus, beide kinderen van Erasmus Darwin. Op jonge leeftijd kreeg Galton van Darwin het advies dat hij "de wiskunde ter hand moest nemen gelijk een huis dat in brand staat". Hij werd ook sterk beïnvloed door Darwins theorieën over natuurlijke selectie.

## Werk
Galtons onderzoek van de geest omvatte onder meer uitvoerige beschrijvingen van de eigen uitleg van zijn proefpersonen over of en hoe hun geest omging met zaken als geestesbeelden.
Galtons werk Hereditary Genius uit 1869 vormde het begin van zijn gedachtevorming over eugenetica en erfelijkheid. Galton voegde in de jaren 1870 en 80 de eerste beschrijving en uitleg toe aan statistische kernbegrippen als regressie en correlatie, alsmede het fenomeen regressie naar het gemiddelde. Na het bestuderen van bovenarmen en metingen van lichaamslengte introduceerde Galton in 1888 de samenhang tussen beide. Zijn statistische onderzoek naar de waarschijnlijkheid van het uitsterven van familienamen leidde tot het concept van Galton-Watson stochastische processen.
De methode om criminelen te herkennen aan hun vingerafdruk was in de jaren 1860 ingevoerd door William James Herschel, een ambtenaar in India. De toepassing ervan binnen het sporenonderzoek is echter van Dr. Henry Faulds en stamt uit 1880. Galton beschreef de techniek in een artikel voor de Royal Institution in 1888 en in drie boeken (uit 1892, 1893 en 1895). Hiermee veroorzaakte hij onbedoeld een rel tussen Herschel en Faulds die tot 1917 voortduurde. Naar aanleiding van de methode beschreef Galton een aantal vaste patronen in vingerafdrukken en bedacht hij een systeem van classificatie, dat nu nog gebruikt wordt. Hij gaf ook een schatting van de kans dat twee personen dezelfde vingerafdruk hebben en bestudeerde de overerfbaarheid en de raciale verschillen in vingerafdrukken.

## Eugenetica
In 1904 richtte Galton het 'Eugenics Record Office' (ERO) op; het werd gevestigd in een woonhuis op 88 Gower Street in Londen. Hij beoogde in dit laboratorium meer onderzoek te kunnen doen naar eugenetica , een term die Galton zelf had gemunt. In 1907 werd het ERO overgenomen door het University College London en kreeg het de naam 'Francis Galton Laboratorium for National Eugenics'. 

## Bord van Galton
Galton was de bedenker van het naar hem genoemde bord van Galton (quincunx). Hij ontwierp dit apparaat ter illustratie van kansverdelingen, in het bijzonder de binomiale verdeling. Hij ontwikkelde ook de eerste enquêtes, de regressieanalyse, de composietfotografie en tweelingstudies. Zijn statistische erfgenaam Karl Pearson schreef na Galtons dood een biografie van hem in drie delen.
Galton ontwikkelde ook theorieën aangaande de reikwijdte van geluid en het gehoor.
Galton was een Fellow van de Royal Society. In 1902 kreeg hij de Darwin Medal. In 1908 kreeg hij de Darwin-Wallace Medal van de Linnean Society of London en  hij werd geridderd in 1909. In 1910 ontving hij de Copley Medal.
1. ↑  Mathematics Genealogy Project; geraadpleegd op: 7 september 2018; MGP-identificatiecode: 30175.